# سلامات
روستای خزینه  سلامات در کیلومتر ۶۰ جاده اهواز - مسجد سلیمان واقع شده است و از توابع شهرستان شوشتر می‌باشد. مردم آن عرب هستند و شغل بیشتر آنها در روستا؛ کشاورزی، دامداری و کار در کارخانه‌های اطراف روستا مانند کارخانه آجرپزی و نیز کار در پروژه نیمه تمام و به حال خود رها شده  طرح به اصطلاح تأمین آب اراضی کشاورزی شرق رودخانه گرگر می‌باشد.  تیره‌های بیت ضاحی،البدران، بیت سلیم و آل بووراو از عشیره سلامات در این روستا ساکن می‌باشند.
در این روستا حدود ۱۴۰ خانوار ساکن می‌باشند و جمعیتی بالغ بر ۹۰۰ نفر در آن زندگی می‌کنند.